# Broeders in Berlijn
Broeders in Berlijn is een vierdelige Nederlandse televisieserie die tussen 24 oktober en 14 november 2019 werd uitgezonden op NPO 2.
Aanvankelijk zou er een tweede reeks komen in New York, maar vanwege de coronapandemie is dit niet doorgegaan.

## Opzet programma
Broeders in Berlijn kent dezelfde opzet als Hier zijn de Van Rossems, zij het zonder Sis van Rossem. Broers Maarten en Vincent van Rossem onderzoeken steden in het oosten van Duitsland dertig jaar na de val van de muur in 1989. Ze beginnen en eindigen in Berlijn.

## Afleveringen
| Nr. | Stad    | Uitzenddatum     | Kijkcijfers |
| --- | ------- | ---------------- | ----------- |
| 1   | Berlijn | 24 oktober 2019  | 725.000     |
| 2   | Leipzig | 31 oktober 2019  | 684.000     |
| 3   | Dresden | 7 november 2019  | 539.000     |
| 4   | Berlijn | 14 november 2019 | 701.000     |